# Aegus arnaudi
Aegus arnaudi es una especie de coleóptero de la familia Lucanidae. La especie fue descrita científicamente por Hughes Bomans y Luca Bartolozzi en 1993.

## Subespecies
- Aegus arnaudi apoensis Nagai in Mizunuma y Nagai, 1994
- Aegus arnaudi arnaudi Bomans y Bartolozzi, 1993

## Distribución geográfica
Habita en Mindanao y Palawan (Filipinas).